# Dalbergia andapensis
Dalbergia andapensis es una especie de pequeño árbol perteneciente a la familia Fabaceae. Es originaria de Madagascar donde se encuentra tratada en peligro de extinción por la pérdida de hábitat.

## Descripción
Es un pequeño árbol que crece hasta los 10 m de altura. Sus ramas de color marrón negruzco están cubiertas de pelos finos, que más tarde se pierden con la edad. Sus hojas son de 5-9 cm de largo y se componen de 7-13 folíolos dispuestos alternativamente. Las valvas son elípticas, o, a veces estrechas en forma de huevo, y miden 1.5 a 4.4 x 1-1.8 cm de tamaño. Las flores son de color blanco cremoso de 5-6 mm de largo y son producidas en una inflorescencia ramificada (paniculada). Florece en diciembre. El cáliz (que consiste en un tubo y cinco sépalos) es de color amarillento a excepción de la base de color púrpura oscuro. Los frutos son coriáceos de 4-10 cm de largo, elípticas a ovadas, y 1 - o 2 cabeza de serie. La semillas marrón negruzco de 10-12 x 6-7 mm y tienen más o menos forma de riñón.

## Distribución y hábitat
Restringido al noreste de Madagascar (provincia de Antsiranana), Dalbergia andapensis se encuentra en la zona que se extiende desde la región de Andapa hasta el sur de Vohemar. Se produce a 400-500 metros sobre el nivel del mar.

## Taxonomía
Dalbergia andapensis fue descrito por Bosser & R.Rabev. y publicado en Bulletin du Muséum National d'Histoire Naturelle, Section B, Adansonia. Botanique Phytochimie 18: 201–202, f. 10(I–R), map. 1996.